# Королевские выборы в Речи Посполитой (1764)
Королевские выборы в Речи Посполитой 1764 г. — последние королевские выборы в Речи Посполитой, по итогам которых был избран Станислав Август Понятовский.

## Предыстория
Семилетняя война, завершившаяся в 1763 году, установила новую модель политических союзов в Европе. Королевство Пруссия, Британская и Российская империи превратились в великие державы, а позиции Австрии, Франции, Испании, Швеция и Османской империи были ослаблены. В результате войны российская императрица Екатерина II практически полностью контролировала Речь Посполитую, поддерживавший её прусский монарх Фридрих II надеялся в конечном итоге аннексировать польские провинции Королевской Пруссии и Великой Польши.
В годы правления Августа III (пр. 1734—1763) ещё больше обострилась борьба придворных группировок. Королевский двор поддерживали Чарторыские и их родственники Жевусские и Радзивиллы, группа была известна под названием «Фамилия». Им оппонировали Потоцкие и Браницкие. Чарторыские понимали, что без некоторых реформ государственного строя Польша обречена на политическую зависимость от соседних держав. В противовес «фамилии» Потоцкие выступали против всех попыток реформ, защищая «золотую вольность».

## История
После смерти Августа III Польши два доминирующих политических лагеря Польши выразили свой интерес к польскому престолу. Семья Потоцких выдвинула гетмана Яна Клеменса Браницкого, а семья Чарторыйских поддержала своего главу и князя Адама Казимира Чарторыйского. Однако под давлением Екатерины Чарторыйские сняли собственную кандидатуру и заменили его стольником из Великого княжества Литовского Станиславом Августом Понятовским, который был одним из любовников Екатерины. Однако поддержка России не означала, что Понятовский автоматически станет новым монархом Речи Посполитой. Польско-литовская шляхта была в то время резко антироссийской, и в случае свободных выборов победа Браницкого была обеспечена.

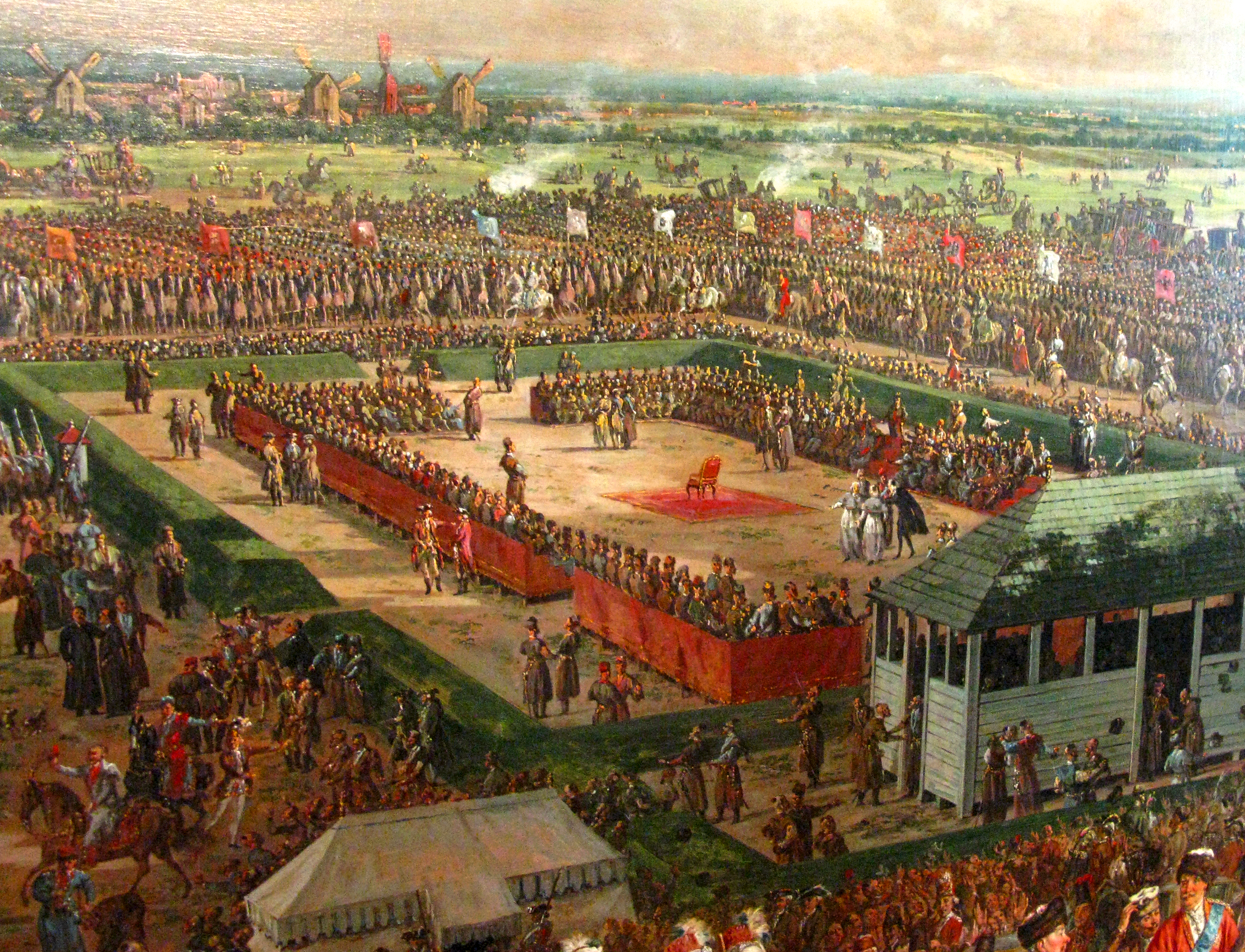
Избрание Станислава Августа Понятовского в 1764 г.

Опасавшаяся гражданской войны семья Чарторыйских просила российскую императрицу о военной помощи. Им не было известно о том, что русские и их прусские союзники ранее подписали секретный пакт, предусматривавший применение военной силы для поддержки Понятовского. Ещё 17 октября 1763 г. Екатерина написала Фридриху письмо, в котором выразила мнение, что из всех кандидатов на польскую корону Понятовский был наименее популярным, поэтому он был бы наиболее благодарен тем, кто сделает его королём. 11 апреля 1764 г. Россия и Пруссия подписали пакт, по которому обе стороны обязались продвигать Понятовского. Он был наиболее удобной кандидатурой для россиян, поскольку как бывший любовник Екатерины гарантировал подчинение своему российскому покровителю. Чарторыйские, называвшие себя Фамилией, считали себя патриотами, которые видели необходимость срочных реформ в приходящей в упадок Речи Посполитой. В то же время они придерживались мнения, что все реформы должны проводиться только с разрешения России, поскольку та была доминирующей силой в Центральной и Восточной Европе. Поэтому лидеры Фамилии Анджей Замойский и Август Александр Чарторыйский призвали Екатерину отправить русскую армию, использовавшей в качестве оправдания желание защитить все свободы Речи Посполитой. Потоцкие, называвшие себя республиканцами, напротив, поддерживали идею «Золотой Свободы» вместе с liberum veto.
| Герб | Кандидат                     | Биография                                  |
| ---- | ---------------------------- | ------------------------------------------ |
|      | Станислав Август Понятовский | Бывший посол Саксонии в Российской империи |
|      | Фридрих Кристиан Саксонский  | Курфюрст Саксонии                          |
|      | Адам Казимир Чарторыйский    | Генеральный староста Подольский            |
|      | Ян Клеменс Браницкий         | Гетман великий коронный                    |

Первое столкновение между двумя лагерями произошло во время созыва сейма, начавшегося 7 мая 1764 г. Республиканцы наложили вето на все выдвинутые Чарторыйскими законопроекты. Распложенная под столицей Речи Посполитой российская армия приказала республиканцам покинуть Варшаву. Остальные депутаты Сейма призвали к созданию конфедерации, но не смогли провести каких-либо существенных изменений. Сам Понятовский на Сейме представляя Варшавский повят Мазовецкого воеводства землю.
На элекционном сейме, который, как обычно, состоялся в начале сентября 1764 г. на Воле под Варшавой, присутствовало около 5 тыс. дворян. Понятовский, поддержанный посланниками России и Пруссии, а также дипломатами Великобритании и Дании-Норвегии, был избран единогласно 7 сентября. 13 сентября он подписал pacta conventa, в котором обещал жениться на католичке.
25 ноября 1764 г. Владислав Александр Лубенский короновал Понятовского королем Польши. Церемония прошла в костёле Святого Иоанна Крестителя в Варшаве, и новый король, к разочарованию консерваторов, не надел традиционную польскую одежду, предпочитая вместо этого надеть испанский наряд XVI в.
Избрание сначала не было признано Францией, Австрией и Османской империей, считавших нового правителя инструментом России. Ситуация изменилась после вмешательства российских и прусских дипломатов.